# Elizabeth Darrell
Elizabeth Darrell, död 1556, var en engelsk hovfunktionär.   Hon var hovdam (hovfröken) till Englands drottning Katarina av Aragonien. Hon följde Katarina då denna förvisades från hovet 1531, och vägrade svära trohetseden Oath of Supremacy i samband med kungens skilsmässa.
Hon fick en hemgift i Katarinas testamente 1536. Hon är känd som musa till Thomas Wyatt, med vilken hon levde från 1537 och framåt, sedan han separerat från sin fru. 